# Michael Rimmer
Michael Alan Rimmer (Southport, 3 febbraio 1986) è un mezzofondista britannico.

## Palmarès
| Anno | Manifestazione          | Sede           | Evento      | Risultato  | Prestazione | Note |
| ---- | ----------------------- | -------------- | ----------- | ---------- | ----------- | ---- |
| 2004 | Mondiali juniores       | Grosseto       | 800 m piani | 8º         | 1'50"59     |      |
| 2004 | Mondiali juniores       | Grosseto       | 4x400 m     | 5º         | 3'07"02     |      |
| 2005 | Europei juniores        | Kaunas         | 800 m piani | 8º         | 1'53"16     |      |
| 2006 | Europei                 | Göteborg       | 800 m piani | 8º         | 1'47"66     |      |
| 2007 | Mondiali                | Osaka          | 800 m piani | Semifinale | 1'47"39     |      |
| 2008 | Giochi olimpici         | Pechino        | 800 m piani | Semifinale | 1'48"07     |      |
| 2009 | Mondiali                | Berlino        | 800 m piani | Semifinale | 1'46"77     |      |
| 2010 | Europei                 | Barcellona     | 800 m piani | Argento    | 1'47"17     |      |
| 2011 | Mondiali                | Taegu          | 800 m piani | Batteria   | 1'47"11     |      |
| 2012 | Giochi olimpici         | Londra         | 800 m piani | Batteria   | 1'49"05     |      |
| 2013 | Europei indoor          | Göteborg       | 800 m piani | Batteria   | 1'51"04     |      |
| 2013 | Mondiali                | Mosca          | 800 m piani | Semifinale | 1'47"06     |      |
| 2014 | Giochi del Commonwealth | Glasgow        | 800 m piani | 7º         | 1'46"71     |      |
| 2014 | Europei                 | Zurigo         | 800 m piani | Batteria   | 1'48"51     |      |
| 2015 | Mondiali                | Pechino        | 800 m piani | Batteria   | 1'48"70     |      |
| 2016 | Giochi olimpici         | Rio de Janeiro | 800 m piani | Semifinale | 1'46"80     |      |